# Night Visions (álbum)
Night Visions é o álbum de estreia da banda norte-americana de rock alternativo Imagine Dragons. Foi lançado em 4 de setembro de 2012 pela Interscope Records. Uma versão estendida foi lançado em 12 de fevereiro de 2013, acrescentando mais três músicas. Gravado entre 2010 e 2012, o álbum foi produzido principalmente pela própria banda, bem como o produtor inglês Alex Da Kid e Brandon Darner do grupo The Envy Corps. De acordo com o vocalista Dan Reynolds, o álbum levou três anos para ficar pronto, com seis faixas do álbum a ser lançado anteriormente em vários EPs. Musicalmente, Night Visions é um rock alternativo e indie-rock, no entanto, também sofre algumas influências do dubstep, arte popular, hip-hop e pop.
O álbum estreou na 2ª posição na Billboard 200 - principal parada de álbuns dos Estados Unidos - vendendo mais de 83,000 cópias na estréia, sendo então mais tarde certificado com álbum de platina dupla no país. Foi o oitavo álbum mais vendido no mundo em 2013, com vendas de 2,2 milhões.

## Desenvolvimento
Formada em 2008, a banda Imagine Dragons é composta pelo vocalista Dan Reynolds, pelo guitarrista Wayne Sermon e pelos baixistas Ben McKee e Tolmans; Andrew na bateria e Brittany no Piano. Cada um dos membros mudou-se para Las Vegas, Nevada para formar a banda, que tem influências do rock, tocando rock alternativo Depois de se apresentar em diversos locais, como a competição locarl Battle of Bands, a banda gravou e lançou três EP's: Imagine Dragons (2009), Heal and Silence (2010) e It's Time (2011). Após Tolmans deixar a banda em julho de 2011 para ser substituído pelo baterista Dan Platzman em agosto de 2011, a banda foi pega pela Universal Records e assinou contrato com com a Interscope Records , no final de 2011.
A banda então começou a gravar em estúdio no final de 2011 o EP Continued Silence, bem como material adicional para um álbum de estúdio de estréia. Continued Silence foi lançado em 14 de fevereiro de 2012 e foi aclamado pela crítica, atingindo a 40ª posição na Billboard 200, em sua estréia na parada. O EP serviu como um prelúdio para o primeiro álbum de estúdio da banda, com o "It's Time", o destaque de Continued Silence, lançado como um single promocional do mesmo no início de 2012, servindo como o primeiro single do álbum, atingindo o 15º lugar na Billboard Hot 100 até o final de 2012.

## Promoção e Divulgação
Lançado em 4 de setembro de 2012, o álbum pode ser comprado na Amazon.com por U$ 5 durante uma semana A edição especialda loja Best Buy pode ser comprado por apenas $7,99 com um cupom na loja. O ciclo do álbum Night Visions, até agora ostentava três singles e quatro singles promocionais, com duas peças estendidas, desdobramento e um álbum ao vivo, ao longo de 10 meses. Lançamentos regionais do álbum para se diferenciar entre as regiões.

### Singles
O single It's Time foi originalmente lançada como o primeiro single de Continued Silence, um EP que antecedeu Night Visions. Foi enviado para as rádios em janeiro de 2012, e foi lançado como single de estréia da banda em 18 de agosto de 2012. Foi o primeiro single da banda que foi bem sucedido, alcançando o top 15 da Billboard Hot 100 Desde então, também atingiu o Top 40 de diversos países como, Alemanha, Austrália, Áustria,Canadá, Nova Zelândia, Espanha, Suécia, Suíça e Reino Unido. A banda tocou a música no The Tonight Show com Jay Leno,no Jimmy Kimmel Live! e no Late Night com Jimmy Fallon. O vídeo da música para a canção foi dirigido por Anthony Leonardi, que foi indicado na categoria "Melhor Vídeo de Rock" no Video Music Awards. Um documentário contendo o making of do álbum, intitulado "Imagine Dragons: The Making of Night Visions" estreou em 7 de novembro de 2012 no Palladin da VH1.

## Repercussão

### Recepção Critica
| Críticas profissionais | Críticas profissionais |
| Pontuações agregadas   | Pontuações agregadas   |
| Fonte                  | Avaliação              |
| ---------------------- | ---------------------- |
| Metacritic             | 53/100                 |
| Avaliações da crítica  |                        |
| Fonte                  | Avaliação              |
| AbsolutePunk           | 84%}                   |
| Allmusic               | [ 15 ]                 |
| Consequence of Sound   | [ 16 ]                 |
| CraveOnline            | 8/10                   |
| Las Vegas Weekly       | [ 18 ]                 |
| Melodic                | [ 19 ]                 |
| MusicOMH               | [ 20 ]                 |
| Sputnikmusic           | 2.5/5                  |
| The Guardian           | [ 22 ]                 |
| USA Today              | [ 23 ]                 |

Night Visions recebeu, em geral, críticas mistas dos críticos musicais. Brian Mansfield do USA Today deu ao álbum uma crítica favorável, escrevendo: "Para mestria musical todos do grupo, que é a floreios cortesia do produtor Alex da Kid que fazem faixas individuais destacamrem-se", Mansfield ainda elogiou os elementos individuais, tais como: "o gancho harmônico de "It's Time" , o apito cintilante de "On Top of the World" e a guitarra borbulhante em Demons", ainda disse que: "Aqueles toques criativos podem parecer pequenos detalhes, mas é que a imaginação que faz Imagine Dragons". Gregory Heaney de Allmusic comentou que o álbum: "Às vezes se sente como se não tivesse profundidade", mas mesmo assim o chamou de: "Um álbum que, pelo menos por alguns minutos a uma hora, vai tornar a vida cotidiana parece um pouco maior". Annie Zaleski de Las Vegas Weekly elogiou Night Visions, por ser: "Bem trabalhado e descontroladamente criativa, e possui composições sólidas e três coisas que são extremamente ausentes em álbuns de tantas bandas mais jovens". Lisa Kwon do Consequence of Sound deu ao álbum uma revisão mista e afirmou que Night Visions: "Não corresponde a adrenalina fresca pressa que o primeiro single da banda nos tinha prometido quando ouvimos pela primeira vez no rádio ou em comerciais no início deste ano"} Chris Saunders de musicOMH garimpou o álbum como "Tão seguro e meio-fio que deixa você com o mesmo sentimento de vazio que Las Vegas pode, sem o ataque alto e sensual vertiginosa que você chegou lá em primeiro lugar".

### Prêmios e Indicações
Prêmios e Indicações recebidos pelo álbum e seus singles:
| Ano  | Prêmio                        | Categoria                   | Trabalho Nomeado | Resultado |
| ---- | ----------------------------- | --------------------------- | ---------------- | --------- |
| 2012 | MTV Video Music Awards        | Melhor vídeo de Rock        | It's Time        | Indicado  |
| 2012 | MTV Video Music Awards        | Melhor vídeo de Rock        | Radioactive      | Indicado  |
| 2013 | MuchMusic Video Awards        | Vídeo Internacional - Grupo | Radioactive      | Indicado  |
| 2013 | Music Video Production Awards | Melhor vídeo de Rock        | Radioactive      | Venceu    |
| 2013 | Teen Choice Awards            | Melhor canção Rock          | Radioactive      | Venceu    |
| 2013 | UK Festival Awards            | Melhor canção de Verão      | Radioactive      | Indicado  |
| 2014 | People's Choice Awards        | Canção Favorita             | Radioactive      | Indicado  |
| 2014 | Grammy Awards                 | Gravação do Ano             | Radioactive      | Indicado  |
| 2014 | Grammy Awards                 | Melhor Performance Rock     | Radioactive      | Venceu    |

## Faixas
| Edição padrão  |                               |                                                                 |                                 |         |  |
| N.º            | Título                        | Compositor(es)                                                  | Produtor(es)                    | Duração |  |
| 1.             | "Radioactive"                 | Alex Da Kid, Dan Reynolds, Wayne Sermon, Ben McKee, Josh Mosser | Brandon Darner, Imagine Dragons | 3:06    |  |
| 2.             | "Tiptoe"                      | Imagine Dragons                                                 | Imagine Dragons                 | 3:14    |  |
| 3.             | "It's Time"                   | Reynolds, McKee, Sermon                                         | Darner, Imagine Dragons         | 4:00    |  |
| 4.             | "Demons"                      | Mosser, Da Kid, Imagine Dragons                                 | Imagine Dragons                 | 2:57    |  |
| 5.             | "On Top of the World"         | Da Kid, Imagine Dragons                                         | Da Kid, Imagine Dragons         | 3:12    |  |
| 6.             | "Amsterdam"                   | Imagine Dragons                                                 | Darner, Imagine Dragons         | 4:01    |  |
| 7.             | "Hear Me"                     | Imagine Dragons                                                 | Imagine Dragons                 | 3:55    |  |
| 8.             | "Every Night"                 | Imagine Dragons                                                 | Imagine Dragons                 | 3:37    |  |
| 9.             | "Bleeding Out"                | Mosser, Da Kid, Imagine Dragons                                 | Da Kid                          | 3:43    |  |
| 10.            | "Underdog"                    | Imagine Dragons                                                 | Imagine Dragons                 | 3:29    |  |
| 11.            | "Nothing Left to Say / Rocks" |                                                                 |                                 | 8:59    |  |
| 12.            | "Working Man"                 | Imagine Dragons                                                 | Imagine Dragons                 | 3:55    |  |
| 13.            | "Fallen"                      |                                                                 |                                 | 2:59    |  |
| Duração total: | Duração total:                | Duração total:                                                  | Duração total:                  | 42:10   |  |

| Edição deluxe |                   |         |  |
| N.º           | Título            | Duração |  |
| 14.           | "My Fault"        | 2:57    |  |
| 15.           | "Round and Round" | 3:18    |  |
| 16.           | "The River"       | 3:25    |  |
| 17.           | "America"         | 4:34    |  |
| 18.           | "Selene"          | 4:01    |  |

## Créditos
Imagine Dragons
- Dan Reynolds – vocais, percussão
- Wayne Sermon - guitarra
- Ben McKee - contra-baixo
- Daniel Platzman - bateria, violão

Músicos adicionais
- Andrew Tolman - drums (tracks 3, 6; iTunes deluxe tracks 16, 17, 18)
- Brittany Tolman - teclado, vocais (faixas 3, 6 e 7; iTunes faixas extras: 16, 17, 18)
- J Browz – guitarrra adicional (faixas 1 e 4), baixo adicional (faixa 4)
- Jonathan Vears – guitarra adicional (faixa 9)
- Benjamin Maughan – piano e baixo adicionais

## Paradas musicais
| Parada (2013)                       | Melhor Posição |
| ----------------------------------- | -------------- |
| Alemanha (German Albums Chart)      | 6              |
| Austrália (Australian Albums Chart) | 4              |
| Áustria (Austrian Albums Chart)     | 8              |
| Bélgica (Ultratop - Flanders)       | 31             |
| Bélgica (Ultratop - Valônia)        | 28             |
| Canadá (Canadian Albums Chart)      | 3              |
| Dinamarca (Tracklist)               | 22             |
| Estados Unidos (Billboard 200)      | 2              |
| Estados Unidos (Alternative Albums) | 1              |
| Estados Unidos (Rock Albums)        | 1              |
| Espanha (Spanish Albums Chart)      | 19             |
| França (French Albums Chart)        | 15             |
| Holanda (Mega Charts)               | 3              |
| Irlanda (Irish Albums Chart)        | 3              |
| Noruega (VG-Lista)                  | 3              |
| Nova Zelândia (Top 40 Albums)       | 5              |
| Portugal (Albums Chart)             | 5              |
| Reino Unido (UK Albums Chart)       | 2              |
| Suíça (Swiss Albums Chart)          | 9              |
| Suécia (Swedish Albums Chart)       | 7              |

| País           | Fornecedor | Certificação | Vendas     |
| -------------- | ---------- | ------------ | ---------- |
| Alemanha       | BVMI       | Ouro         | 100,000+   |
| Austrália      | ARIA       | Platina      | 35,000+    |
| Brasil         | ABPD       | Platina      | 40,000+    |
| Canadá         | MC         | 3× Platina   | 200,000+   |
| Estados Unidos | RIAA       | 2× Platina   | 2,009,000+ |
| Irlanda        | IRMA       | Platina      | 30,000+    |
| Nova Zelândia  | RMNZ       | Platina      | 15,000+    |
| Suécia         | IFPI       | Platina      | 30,000+    |
| Reino Unido    | BPI        | Platina      | 300,000+   |